# Hidalgo (Acacoyagua)
Hidalgo es una localidad del estado mexicano de Chiapas. Es parte del municipio de Acacoyagua.

## Toponimia
El nombre de la localidad rinde homenaje a Miguel Hidalgo, héroe de la Independencia de México y considerado Padre de la patria.

## Demografía
| Gráfica de evolución demográfica |
|                                  |

| Censo | Población |
| ----- | --------- |
| 1950  | 347       |
| 1960  | 348       |
| 1970  | 609       |
| 1980  | 793       |
| 1990  | 973       |
| 2000  | 1 040     |
| 2010  | 1 209     |
| 2020  | 1 343     |